# Tom Dodd-Noble
Tom Dodd-Noble (ur. 17 lutego 1955 roku) – brytyjski kierowca wyścigowy.

## Kariera
Dodd-Noble rozpoczął karierę w międzynarodowych wyścigach samochodowych w 1983 roku od startów w British Touring Car Championship. Z dorobkiem trzech punktów uplasował się tam na 25 pozycji w klasyfikacji generalnej. W późniejszych latach Brytyjczyk pojawiał się także w stawce FIA World Endurance Championship, World Sports-Prototype Championship oraz 24-godzinnego wyścigu Le Mans.